# Tonicia lebruni
Tonicia lebruni är en blötdjursart som beskrevs av de Rochebrune 1884. Tonicia lebruni ingår i släktet Tonicia och familjen Chitonidae. Inga underarter finns listade i Catalogue of Life.